# 4053 Cherkasov
4053 Cherkasov è un asteroide della fascia principale. Scoperto nel 1981, presenta un'orbita caratterizzata da un semiasse maggiore pari a 2,3385829 UA e da un'eccentricità di 0,0779844, inclinata di 4,59970° rispetto all'eclittica.